# Lambda Leonis
Lambda Leonis (Alterf, Al Terf, 4 Leonis) é uma estrela na direção da constelação de Leo. Possui uma ascensão reta de 09h 31m 43.24s e uma declinação de +22° 58′ 05.0″. Sua magnitude aparente é igual a 4.32. Considerando sua distância de 336 anos-luz em relação à Terra, sua magnitude absoluta é igual a −0.75. Pertence à classe espectral K5IIIvar.